# Indoevropané

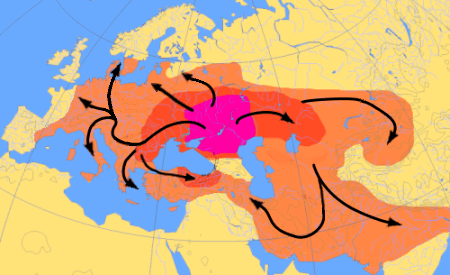
Indoevropská expanze podle kurganové hypotézy, přibližně 4 000 – 1 000 př. n. l. Purpurová oblast reprezentuje předpokládanou indoevropskou pravlast, červená oblast osídlenou okolo roku 2 500 př. n. l., oranžová okolo roku 1 000 př. n. l.

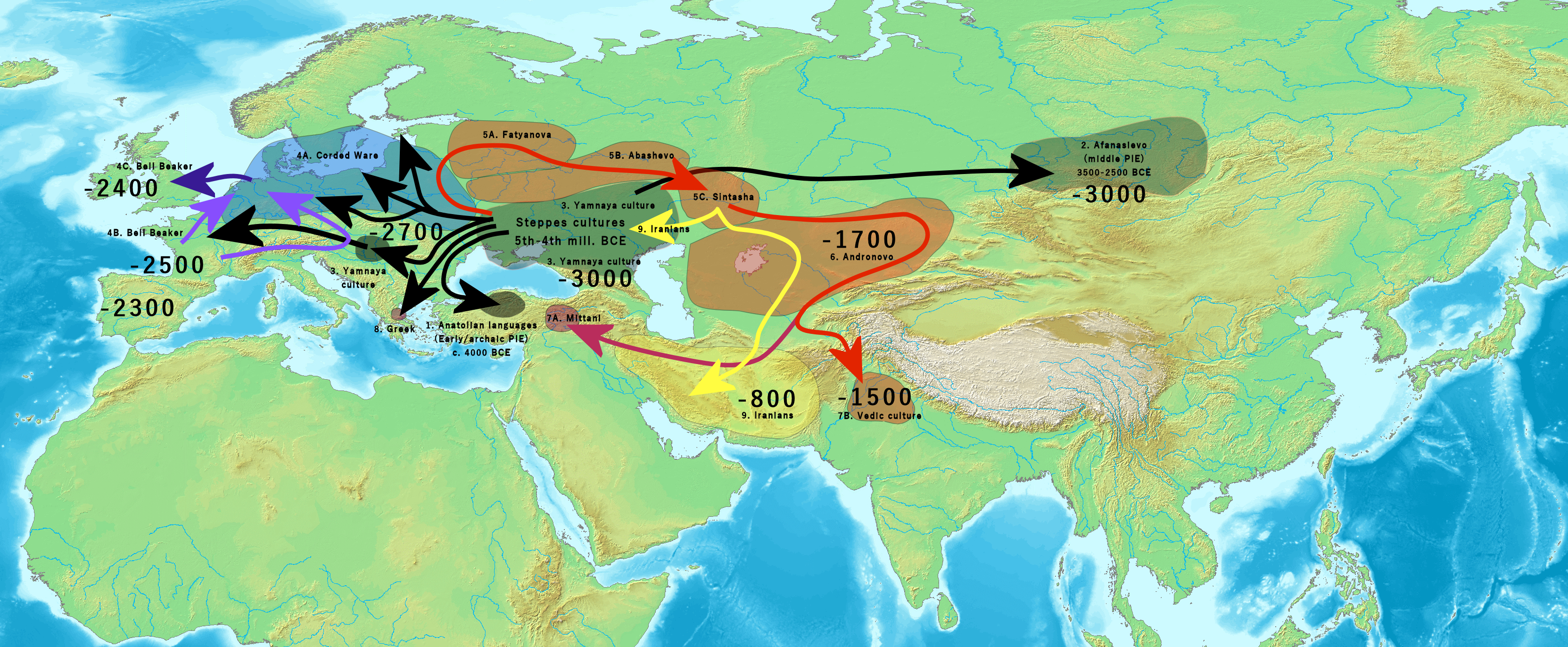
Indoevropské migrace související s expanzí jámové kultury, 3 000 – 800 př. n. l.

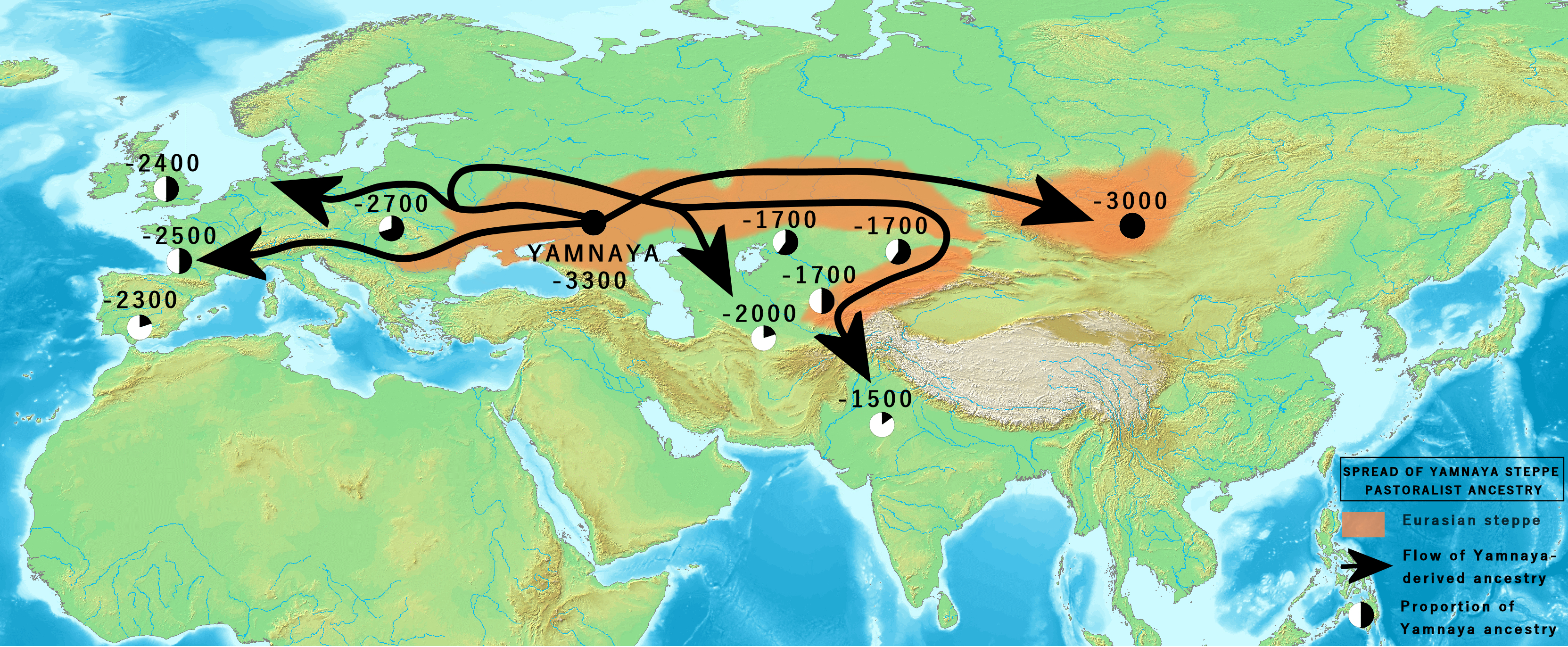
Migrace stepních pastevců jámové kultury, kteří po Evropě rozšířili indoevropské jazyky a stepní geny.

Indoevropané jsou početná etnolingvistická skupina populací mluvících indoevropskými jazyky a sdílejících některé společné etnické rysy. V užším slova smyslu je toto označení používáno pro Protoindoevropany, pravěkou populaci hovořící pra-indoevropštinou, jazykem který je předkem pozdějších indoevropských jazyků.
Výzkumem indoevropských jazyků, jak vymřelých tak živých, se zabývá indoevropeistika.
Antropologie identifikovala několik hlavních vln indoevropského vysídlení. V Evropě jsou první indoevropské invaze spojeny s tzv. jámovou kulturou, která vznikla ve stepích východní Ukrajiny a jižního Ruska.

## Terminologie
Označení této etnické skupiny je odvozeno od označení jazyků, kterými mluvili a mluví. Termín indoevropský (Indo-European) byl uveden poprvé roku 1813 v britském časopise London Quarterly Review Thomasem Youngem a později byl široce akceptován.
V 17. a 18. století byl používán výraz skytský jazyk, poprvé nizozemským učencem Marcem Zueriem van Boxhorn v roce 1640, tento termín byl však opuštěn pro možnost záměny se jménem historického etnika.
V němčině je také užíván termín Indogermáni (Indogermanen). Poprvé jej užil německý lingvista Julius Klaproth ve svém díle Asia Polyglota z roku 1823, namísto delšího Indisch-Medisch-Sclavish-Germanisch (Indo-Médsko-Slovansko-Germánské), které používal ve svých starších dílech. Ještě starší je však užití tohoto výrazu ve francouzštině jako indogermanique dánsko-francouzským geografem Conradem Malte-Brunem který tak charakterizoval jazyky kterými se mluví „od údolí Gangy po břehy Islandu“.
Již opuštěný výraz pro Indoevropany je Árjové/Árijci používaný v druhé polovině 19. století lingvisty jako byl Max Müller a Heinrich Zimmer. Později byl tento termín spojen především s rasovou ideologií, včetně nacistické. V poválečné době se toto slovo opět začalo používat ve svém primárním významu, tedy pro Indoíránce.